# Pigeon Point Beach
Pigeon Point Beach, auch Pigeon’s Beach, ist ein Strand bei English Harbour in der Saint Paul’s Parish, an der Südküste der Insel Antigua, im Staat Antigua und Barbuda.

## Lege und Landschaft
Die Pigeon Beach (englisch pigeon ‚Taube‘) liegt an der Halbinsel Middle Ground, die die Falmouth Bay von der Freeman’s Bay, den beiden Naturhäfen von English Harbour, trennt. Sie befindet sich an der Westseite, zum Mund der Falmouth Bay, und erstreckt sich sichelförmig vom Pigeon Point im Norden zum Blake’s Point im Süden.
Wie alle Strände Antiguas ist sie von reinweißem Sand, und landseitig ist sie von Bäumen gesäumt. Sie ist von English Harbour her gut erreichbar und zählt zu den beliebten Wochenendstränden der Insel. Sie hat kleine Infrastruktur wie Duschen, Spielplatz und eine Beach Bar
1984 wurde sie in den Nelson’s Dockyard National Park (NDNP) integriert, der mit über 40 km² der größte Nationalpark der Insel ist.
1988 wurde sie – mit 7 anderen Stränden – von der Regierung als für private Erschließung gesperrt erklärt (“to remain undeveloped”).
Der Middle Ground Trail führt als Wanderweg zum Fort Berkeley und dem Museumshafen Nelson’s Dockyard auf der anderen Seite der Halbinsel.